# S.O.S.A. (Save Our Streets AZ)
Albums de AZ
Pieces of a Man
(1998) 9 Lives
(2001)
S.O.S.A. (Save Our Streets AZ) est un album promotionnel d'AZ, sorti en 2000.
Cet album a été publié pour promouvoir le prochain album studio du rappeur, 9 Lives. Il a été vendu dans les rues alors qu'AZ était à la recherche d'une nouvelle maison de disques.

## Liste des titres
| No  | Titre                                 | Durée |
| --- | ------------------------------------- | ----- |
| 1.  | Intro                                 | 1:29  |
| 2.  | I Don't Give a Fuck Now               | 3:36  |
| 3.  | Problems                              | 4:08  |
| 4.  | Bodies Gotta Get Caught               | 3:21  |
| 5.  | Let Us Toast                          | 4:02  |
| 6.  | Platinum Bars (Skit)                  | 0:53  |
| 7.  | Love Me In Your Special Way           | 3:47  |
| 8.  | That's Real (featuring Beanie Sigel)  | 5:03  |
| 9.  | Animal Skit (You Ain't From Brooklyn) | 1:37  |
| 10. | It's Like That (featuring Animal)     | 4:31  |